# Đội đua VR46
Đội đua VR46 (tên tiếng Anh: VR46 Racing Team) là một đội đua xe mô tô có trụ sở ở Tavullia, Ý. Đội đua VR46 được Valentino Rossi thành lập vào năm 2013, bắt đầu tham gia các giải đua từ năm 2014.
Năm 2024 đội đua VR46 tham gia giải đua xe MotoGP với tên gọi chính thức là Pertamina Enduro VR46 Racing Team có 2 tay đua chính là Marco Bezzecchi và Fabio di Giannantonio.

## Lịch sử
Những năm đầu thập niên 2010 giải đua MotoGP chứng kiến sự áp đảo của các tay đua người Tây Ban Nha cả về số lượng tay đua tham gia lẫn thành tích thi đấu. Năm 2013 Valentino Rossi, khi đó vẫn còn đang thi đấu, đã quyết định tự thành lập đội đua VR46 để phát triển các tài năng trẻ người Ý. Rossi còn xây dựng một trường đua phủi mang tên VR46 Motor Ranch ở quê nhà Tavullia làm nơi cho các tay đua trẻ tập luyện.
Giai đoạn năm 2014 đến năm 2016, đội đua VR46 chỉ tham gia giải đua xe Moto3. Romano Fenati là tay đua duy nhất mang về chiến thắng cho đội đua trong quãng thời gian này. Mặc dù vậy khi mùa giải 2016 mới đi qua nửa chặng đường thì đội đua VR46 vẫn quyết định thanh lý hợp đồng với Fenati do tay đua này nhiều lần vi phạm nội quy của đội.
Từ năm 2017, khi các tay đua trẻ đã trưởng thành hơn thì đội đua VR46 đăng ký tham gia thêm giải đua xe Moto2, song song với giải đua Moto3. Ở mùa giải Moto2 2018 Francesco Bagnaia là tay đua đầu tiên giành được chức vô địch cá nhân dưới màu áo VR46.
Đến năm 2022, VR46 một lần nữa được nâng cấp để tham gia giải đua xe MotoGP, là giải đua cao cấp nhất trong hệ thống giải đua Moto Grand prix của FIM. Đội sử dụng xe, tức là vệ tinh của Ducati. Ở mùa giải này, Marco Bezzecchi đã mang về podium MotoGP đầu tiên cho đội ở chặng đua TT Assen 2022.
Để tập trung nguồn lực cho giải đua MotoGP, đội đua VR46 đã ngưng tham gia giải đua Moto3 từ năm 2021 và Moto2 từ năm 2023.
Mùa giải MotoGP 2023, Marco Bezzecchi tiếp tục là tay đua đầu tiên mang về chiến thắng MotoGP cho đội đua VR46.

## Thống kê thành tích

### Kết quả thi đấu thể thức MotoGP
(key) (Chặng đua có chữ in đậm có nghĩa là tay đua giành được pole; Chặng đua có chữ in nghiêng nghĩa là tay đua giành được fastest lap)
| Năm  | Xe                 | Số xe | Tay đua         | 1       | 2        | 3      | 4        | 5        | 6      | 7      | 8        | 9          | 10     | 11      | 12     | 13         | 14     | 15         | 16     | 17       | 18      | 19      | 20       | Xếp hạng tay đua | Điểm tay đua | Xếp hạng đội đua | Điểm đội đua | Xếp hạng xưởng đua (Ducati) | Điểm xưởng đua (Ducati) |
| ---- | ------------------ | ----- | --------------- | ------- | -------- | ------ | -------- | -------- | ------ | ------ | -------- | ---------- | ------ | ------- | ------ | ---------- | ------ | ---------- | ------ | -------- | ------- | ------- | -------- | ---------------- | ------------ | ---------------- | ------------ | --------------------------- | ----------------------- |
| 2022 | Ducati Desmosedici | 10    | Luca Marini     | QAT 13  | INA 14   | ARG 11 | AME 17   | POR 12   | SPA 16 | FRA 9  | ITA 6    | CAT 6      | GER 5  | NED 17  | GBR 12 | AUT 4      | RSM 4  | ARA 7      | JPN 6  | THA 23   | AUS 6   | MAL Ret | VAL 7    | 12th             | 120          | 8th              | 231          | 1st                         | 448                     |
| 2022 | Ducati Desmosedici | 72    | Marco Bezzecchi | QAT Ret | INA 20   | ARG 9  | AME Ret  | POR 15   | SPA 9  | FRA 12 | ITA 5    | CAT Ret    | GER 11 | NED 2   | GBR 10 | AUT 9      | RSM 17 | ARA 10     | JPN 10 | THA 16   | AUS 4   | MAL 4   | VAL 11   | 14th             | 111          | 8th              | 231          | 1st                         | 448                     |
| 2023 | Ducati Desmosedici | 10    | Luca Marini     | POR Ret | ARG 83   | AME 27 | SPA 6    | FRA Ret4 | ITA 45 | GER 54 | NED 7    | GBR 7      | AUT 4  | CAT 11  | RSM 97 | IND DNS    | JPN    | INA RetP 2 | AUS 12 | THA 73   | MAL 109 | QAT 3   | VAL 9    | 8th              | 201          | 3rd              | 530          | 1st                         | 700                     |
| 2023 | Ducati Desmosedici | 72    | Marco Bezzecchi | POR 3   | ARG 12 F | AME 6  | SPA Ret9 | FRA 17 F | ITA 82 | GER 47 | NED 2P 1 | GBR RetP 2 | AUT 3  | CAT 128 | RSM 2  | IND 1P 5 F | JPN 46 | INA 53     | AUS 6  | THA 46 F | MAL 67  | QAT 13  | VAL Ret7 | 3rd              | 329          | 3rd              | 530          | 1st                         | 700                     |